# Bonnes (Charente)
Bonnes é uma comuna francesa na região administrativa da Nova Aquitânia, no departamento de Charente. Estende-se por uma área de 14,76 km². Em 2010 a comuna tinha 399 habitantes (densidade: 27 hab./km²).